# Hans Beitz
Hans Joachim Sigismund Beitz (* 7. Februar 1917 in Breslau; † 29. Januar 1992 in Berlin) war ein deutscher Politiker (CDU).

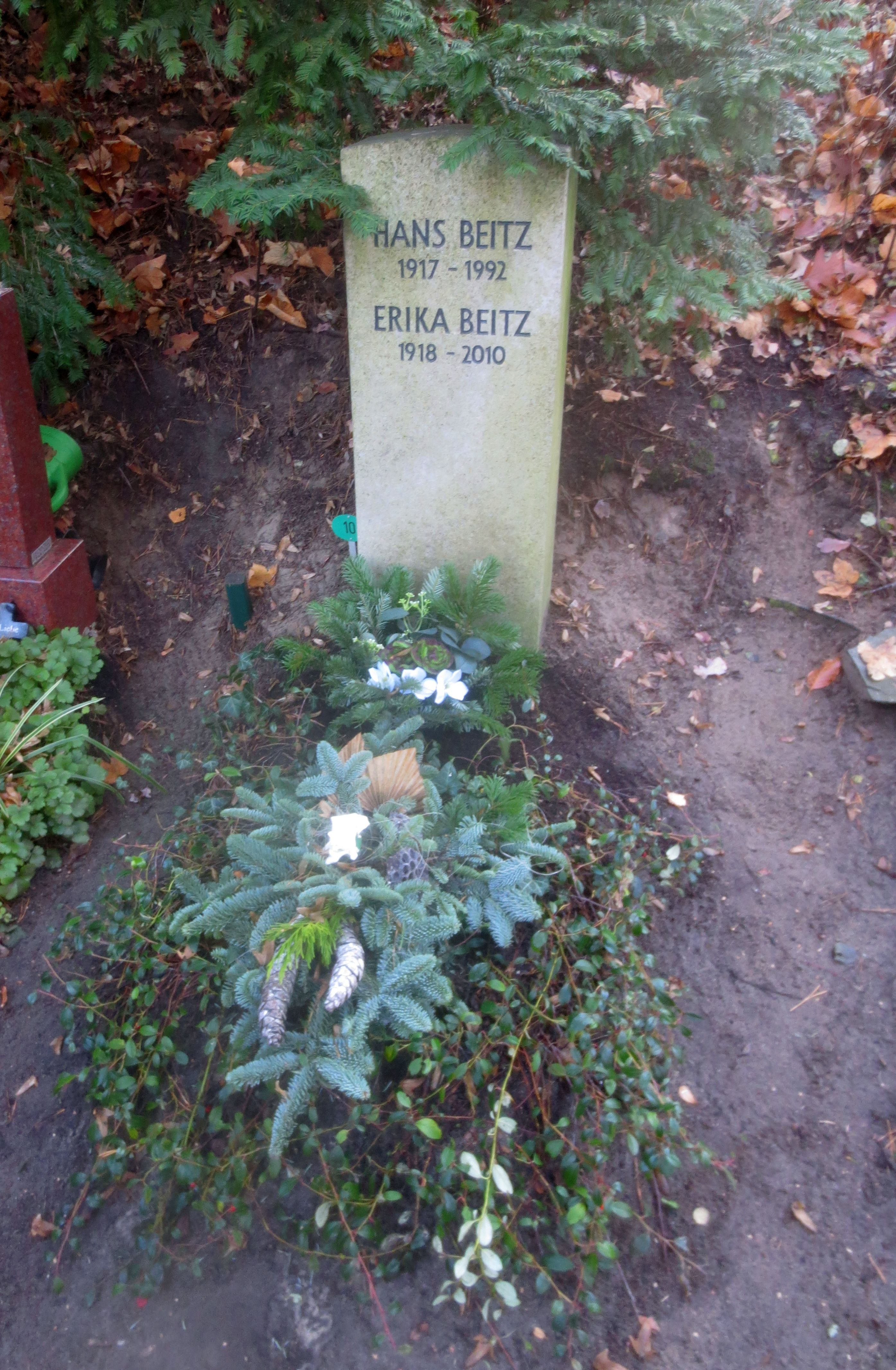
Grab von Hans Beitz auf dem Friedhof Heerstraße in Berlin-Westend

Hans Beitz war ein Sohn eines Arztes und besuchte ein Gymnasium in Breslau. Nach der „Machtergreifung“ der Nationalsozialisten 1933 wechselte er in eine Privatschule, da er nicht Mitglied der Hitlerjugend (HJ) sein wollte. 1935 wechselte er erneut zum König-Friedrich-Gymnasium, wo er ein Jahr später verhaftet wurde, da er illegal in Österreich gewesen war. 1937 erhielt Beitz das Abitur und studierte zunächst an der Hochschule für Lehrerbildung in Beuthen, später an der Universität Breslau, wo er 1939 das Sportlehrerexamen erhielt. Im selben Jahr wurde er von der Wehrmacht eingezogen.
Nach dem Zweiten Weltkrieg trat Beitz 1945 der CDU bei und setzte sein Studium an der Universität Jena fort, das er 1949 mit dem Referendarexamen abschloss. Er wurde Stadtverordneter in Jena und wurde 1950 vom sowjetischen Geheimdienst NKWD verhaftet. Ein Jahr später wurde er von einem sowjetischen Militärtribunal wegen „illegaler Gruppenbildung und Antisowjethetze“ zu 25 Jahren Zuchthaus verurteilt, die er in Bautzen und Torgau verbüßen musste. 1956 wurde er entlassen und konnte nach West-Berlin übersiedeln.
Bei der Berliner Wahl 1963 wurde Beitz in die Bezirksverordnetenversammlung im Bezirk Charlottenburg gewählt. Bei der Wahl 1971 wurde er in das Abgeordnetenhaus von Berlin gewählt, dem er bis zum Mai 1981 angehörte.
Ab 1973 war Beitz Studiendirektor am Herder-Gymnasium in Berlin-Westend. Er war der Vorsitzende des Arbeitskreises Ehemaliger Politischer Häftlinge in der Sowjetzone, später der DDR.
Hans Beitz starb, nur wenige Tage vor seinem 75. Geburtstag, am 29. Januar 1992 in Berlin. Sein Grab befindet sich auf dem landeseigenen Friedhof Heerstraße in Berlin-Westend (Grablage: II-Ur 2-10).